# 사장님은 선교사
《사장님은 선교사》는 복음 전파의 사명을 이어가고 있는 우리 주변의 수많은 동역가게를 찾아가 그들의 이야기를 듣고 위로와 은혜의 시간을 나누는 CTS기독교TV의 심방 프로그램이다.